# Le Lait de bête sauvage

Le Lait de bête sauvage (ou : de bêtes sauvages ; en russe : Звериное молоко (Zverinoïe moloko)) est un conte traditionnel slave oriental, qui figure en quatre versions principales (elles-mêmes pourvues de variantes) dans les Contes traditionnels russes d'Alexandre Afanassiev.

## Thème général
Le thème général est celui d'une jeune femme qui, séduite par un redoutable personnage maléfique, cherche avec la complicité de ce dernier à faire périr son propre frère. Dans ce but, elle feint la maladie et l'envoie à la recherche de lait de diverses bêtes sauvages supposé la guérir, espérant qu'il ne reviendra pas de l'aventure. Mais avec l'aide de ces animaux et d'autres encore, ou d'un auxiliaire magique, le frère surmonte tous les obstacles, y compris une dernière épreuve qui manque lui être fatale, et qui se termine par la mort du personnage maléfique et le châtiment de la sœur perfide.
Le conte est fréquemment contaminé par un autre thème, celui du héros tueur de dragons, très classique dans les contes.

## Variantes d'Afanassiev

### Variante 118a / 202: l'ours à la fourrure de fer
(Cette version, qui comporte elle-même des variantes, a été recueillie dans le district de Karatchevsky (gouvernement d'Orel), probablement par Pavel Iakouchkine. Les Notes de l'édition russe de 1984-85 signalent quelques incohérences dans le récit. Outre son aspect phallocrate, cette version présente la particularité de contenir des termes très grossiers, représentés à l'écrit par leur initiale suivies de points de suspension, comme il est toujours d'usage aujourd'hui en Russie pour le mat).
Un tsar a deux enfants : le prince Ivan et la princesse Hélène (Elena) la très-belle. Un jour, un ours « à la fourrure de fer » apparaît et se met à dévorer les sujets du tsar. Pour mettre ses enfants à l'abri, celui-ci fait construire une haute colonne et les dépose à son sommet avec des provisions « pour cinq ans ».

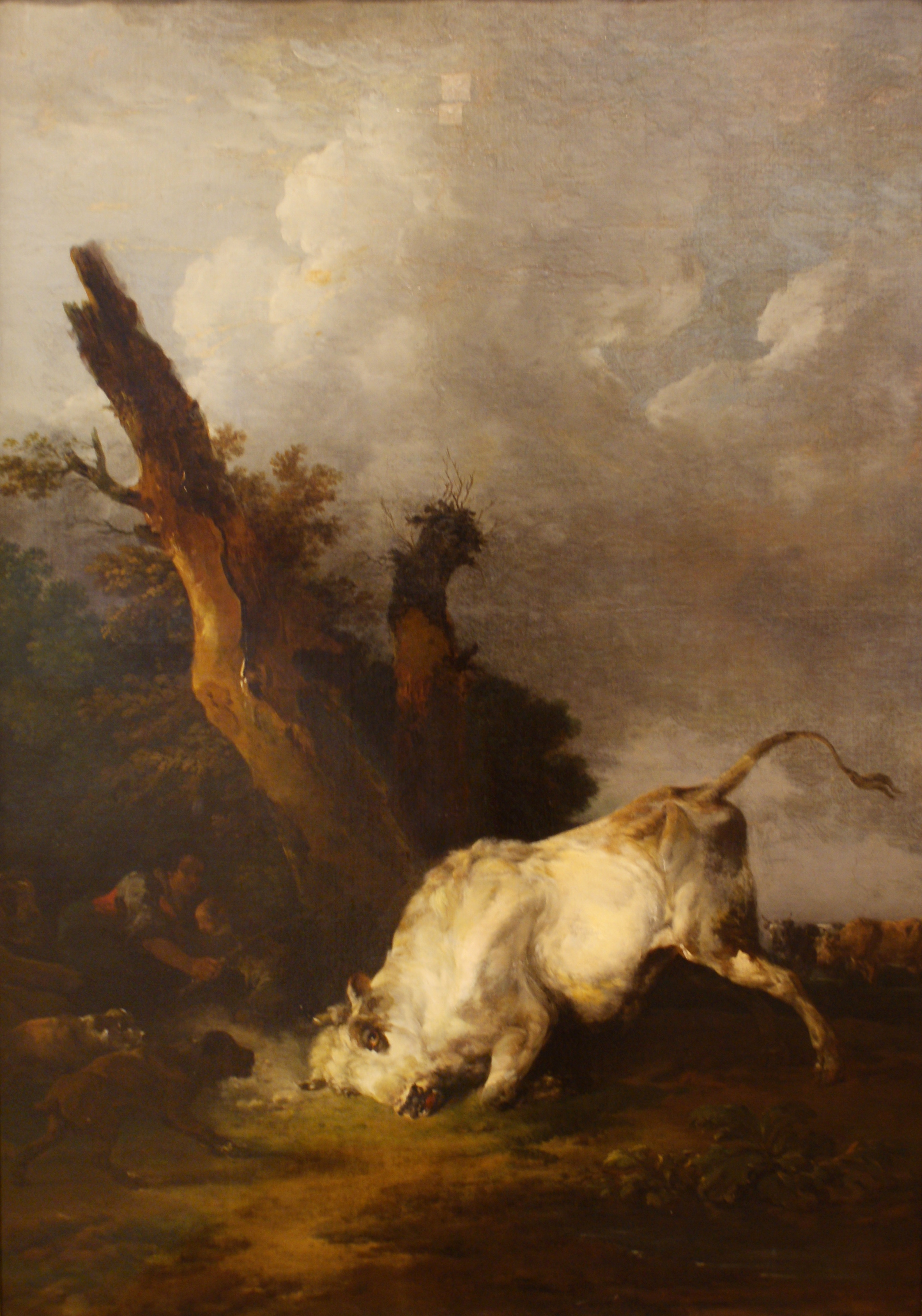
« Abattez-moi et mangez-moi, rassemblez et frappez mes os... »
(Francesco Casanova, Paysage et taureau)

Ayant dévoré toute la population, l'ours pénètre dans le palais et se met à ronger un balai, lequel trahit alors Ivan et Hélène en lui indiquant la colonne où ils se cachent. L'ours se met à secouer la colonne, et Ivan lui jette de la nourriture, calmant la bête qui s'endort repue. À trois reprises, Ivan et Hélène essaient de s'enfuir, successivement grâce à un cheval, des oies et un taurillon. Les deux premières fois, l'ours les rattrape, dévore leur monture et les ramène à la colonne ; mais le taurillon se débarrasse de lui en lui crottant dans les yeux et en traversant une rivière où l'ours se noie.
Lorsque Ivan et Hélène commencent à souffrir de la faim, le taurillon leur recommande de l'abattre, de le manger, et de rassembler ses os d'où surgira un petit bonhomme qui les aidera. C'est ce qui se produit, et tous trois s'enfoncent dans la forêt, où ils découvrent une maison occupée par des brigands. Le petit homme tue les brigands et leur ataman (chef), et enferme les corps dans une chambre où il interdit à Hélène de pénétrer. Celle-ci outrepasse l'interdiction, et tombe amoureuse de la tête de l'ataman.
Grâce à de l'eau morte et de l'eau vive obtenues grâce à Ivan, elle ressuscite l'ataman et se met à conspirer avec lui pour se débarrasser de son frère. Les deux complices l'envoient successivement à la recherche de lait de louve, d'ourse et de lionne, qu'Ivan leur rapporte grâce à l'aide du bonhomme, gardant avec lui un petit de chaque animal. Voyant qu'ils n'ont pu se débarrasser d'Ivan, Hélène et l'ataman l'envoient à la recherche d'œufs de l'oiselle de feu ; mais celle-ci, furieuse, avale le petit bonhomme, et Ivan rentre bredouille. Hélène et l'ataman, se réjouissant de ce que l'auxiliaire magique ait disparu, projettent alors de tuer Ivan. Mais ce dernier, qui a surpris leur conversation, demande à prendre un bain avant de mourir, pour retarder l'échéance.
Le bain prêt, Hélène enjoint à son frère de se laver au plus vite, mais celui-ci prend son temps ; soudain surgissent le louveteau, l'ourson et le lionceau, qui lui annoncent que le petit bonhomme s'est sauvé et va arriver ; Ivan leur ordonne de se coucher sous le seuil de l'étuve. Hélène et l'ataman, qui s'impatientent, pénètrent dans l'étuve, et Hélène gifle son frère. Apparaît le petit bonhomme, qui ordonne aux trois bêtes de déchirer l'ataman « en petits morceaux », tandis qu'il attache Hélène nue à un arbre afin que les moustiques et autres insectes la dévorent ; puis il se remet en route avec Ivan.
Ils arrivent à un palais dans lequel vit une jeune guerrière, qui selon le bonhomme aurait besoin d'un mari pour la dompter. Ivan vainc la jeune fille au combat, et elle consent alors à l'épouser. Le bonhomme recommande à Ivan de l'appeler au secours si la nuit de noces se passait mal ; effectivement, la guerrière cherche à l'étouffer. Le petit homme arrive à la rescousse et se met à battre l'épouse en lui ordonnant de « respecter son mari » ; à la suite de quoi les relations s'améliorent nettement dans le couple.
À la demande de sa femme, Ivan fait libérer Hélène et la laisse vivre auprès de lui. Un jour, Hélène propose à Ivan de l'épouiller, et en profite pour lui glisser une dent de mort dans les cheveux, ce qui doit le faire périr par magie. Ivan est sauvé par ses animaux (auxquels se joint une renarde). Pour la punir définitivement, il fait alors attacher Hélène à la queue d'un cheval qu'il lance au galop dans la plaine, .

### Variante 118b / 203: l'idiot et les brigands
(Cette version a été recueillie dans le gouvernement d'Orenbourg. Bien que figurant sous le même titre dans le recueil d'Afanassiev, elle ne mentionne pas le lait de bête sauvage, le héros étant envoyé en quête de pommes miraculeuses. Le conte est précédé d'un prologue plaisant évoquant une querelle entre deux paysans, Anton et Agafon, à propos d'un nuage menaçant qui s'approche).
Un paysan a deux fils et une fille. À sa mort, il laisse tout son héritage au fils aîné, qui est sensé, et rien au plus jeune, qui est idiot. La fille et le plus jeune fils obtiennent malgré tout de l'aîné de rester vivre dans l'étuve, l'idiot travaillant dans la forêt.

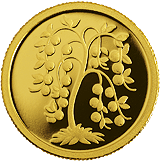
L'arbre aux pommes d'or (monnaie commémorative lettone)

Parti un jour à la cueillette des champignons, il découvre une clairière ou se dresse une grande maison de trois étages, fermée. Il y pénètre grâce à une échelle et y découvre une quantité de richesses. Il s'installe et se met à boire, puis douze brigands arrivent, rapportant leur butin. Il se prend de querelle avec eux, les massacre, sauf leur ataman qui se cache. Au lieu de champignons, il rapporte à sa sœur un panier plein d'or.
Grâce à l'or, il fait préparer un généreux repas des morts en souvenir de son père, et invite les parents et le voisinage, d'abord fort sceptiques. À la vue de la table richement garnie, la belle-sœur surtout est en proie à la jalousie et pousse le frère à exiger de l'idiot la moitié de l'or, mais celui-ci leur abandonne tout et emmène sa sœur vivre dans la maison des brigands. La sœur, visitant les lieux, y rencontre l'ataman et tombe amoureuse de lui ; tous deux ne tardent pas à chercher un moyen pour se débarrasser de l'idiot.

« L'ataman répondit : Jouez aux cartes... »
(Ingolds Guldin Spiel, Augsburg, 1472)

La sœur feint d'être malade et assure l'idiot que certaines pommes d'un jardin lointain pourraient la guérir, comptant qu'il rencontrera la mort en chemin. L'idiot, son panier à la main, s'en va dans la forêt, et découvre une autre maison, de cinq étages cette fois, elle aussi pleine de richesses, et un jardin « avec des pommes qui étincelaient au soleil ». Il en remplit son panier, mais reste sur place, souhaitant les payer au maître de maison. Bientôt arrivent vingt-quatre brigands, qui ramènent avec eux une jeune fille d'une grande beauté, qu'ils commencent à taquiner et malmener. L'idiot s'interpose, tue les brigands, et ramène avec lui la fille et les pommes.
L'ataman suggère alors à la sœur de jouer aux cartes avec l'idiot, et d'imposer comme enjeu que le perdant soit attaché sur une chaise : ainsi aura-t-il la possibilité de couper la tête de l'idiot immobilisé. Mais la belle fille, qui a surpris le complot, se poste derrière la porte et au moment où l'ataman entre, elle lui tranche elle-même la tête d'un coup de sabre. Furieux, l'idiot se libère, se saisit du sabre et tranche à son tour la tête de sa mauvaise sœur, puis jette son corps en pâture aux bêtes sauvages.
Plus tard, la belle fille propose à l'idiot de retourner avec elle dans son pays, dont son père est le tsar. Elle raconte toute l'histoire au tsar, qui se réjouit, et donne sa fille en mariage à l'idiot.

### Variante 118c / 204: Zmeï Gorynytch
(Le lieu de collecte de cette version n'a pas été enregistré).

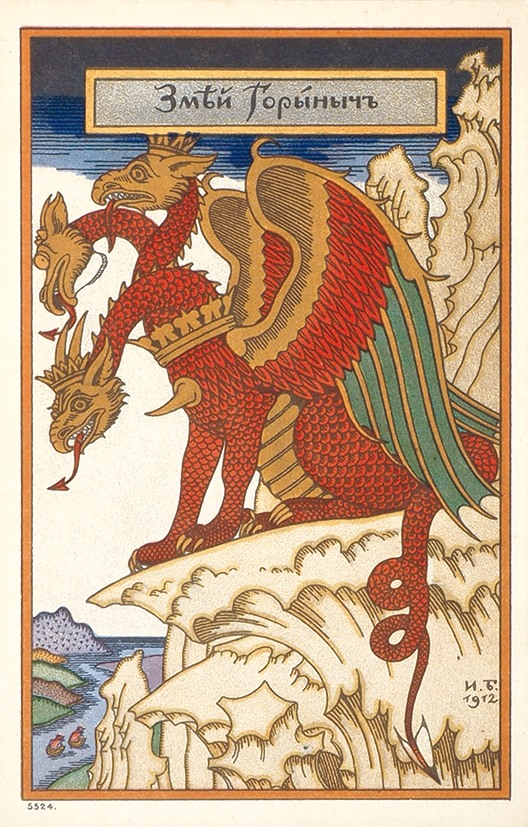
Le dragon Zmeï Gorynytch, par Ivan Bilibine.

Un tsar a un fils et une fille. Il advient que toute la population du royaume voisin périt. Le fils, Ivan-tsarévitch, décide d'aller s'y installer, malgré l'opposition de son père, et sa sœur le suit. En cours de route, ils rencontrent une isba sur pattes de poule, où vit une baba Yaga. Ivan lui explique son projet, et la sorcière le met en garde contre sa sœur, qui va lui nuire. Le lendemain, elle lui donne un chien et une pelote qui roule toute seule, lui recommandant de la suivre où qu'elle aille.
Le frère et la sœur parviennent ainsi à une autre isba similaire, où une autre baba Yaga après avoir elle aussi mis en garde Ivan contre sa sœur, lui donne un autre chien et une serviette qui fera apparaître un pont si on la secoue, lui recommandant de le faire en cachette de sa sœur. Lorsqu'ils parviennent ensuite à un grand fleuve, Ivan agite discrètement la serviette, et un pont apparaît. Une fois le fleuve traversé, il agite la serviette par l'autre bout et le pont disparaît.
Ils ont ainsi atteint le royaume où tous les gens sont morts. Alors qu'Ivan est parti à la chasse avec ses chiens à travers les marais, survient le dragon de la montagne (Zmeï Gorynytch), qui se pose sur l'autre rive du fleuve et se transforme en beau jeune homme. La princesse l'aperçoit et le trouve à son goût, mais le jeune homme ne peut traverser le fleuve : il informe la sœur de l'existence de la serviette magique d'Ivan, et lui suggère de la lui subtiliser au prétexte de laver son linge. Elle suit le conseil, et le lendemain, après le départ d'Ivan, le dragon peut ainsi rejoindre la jeune fille.

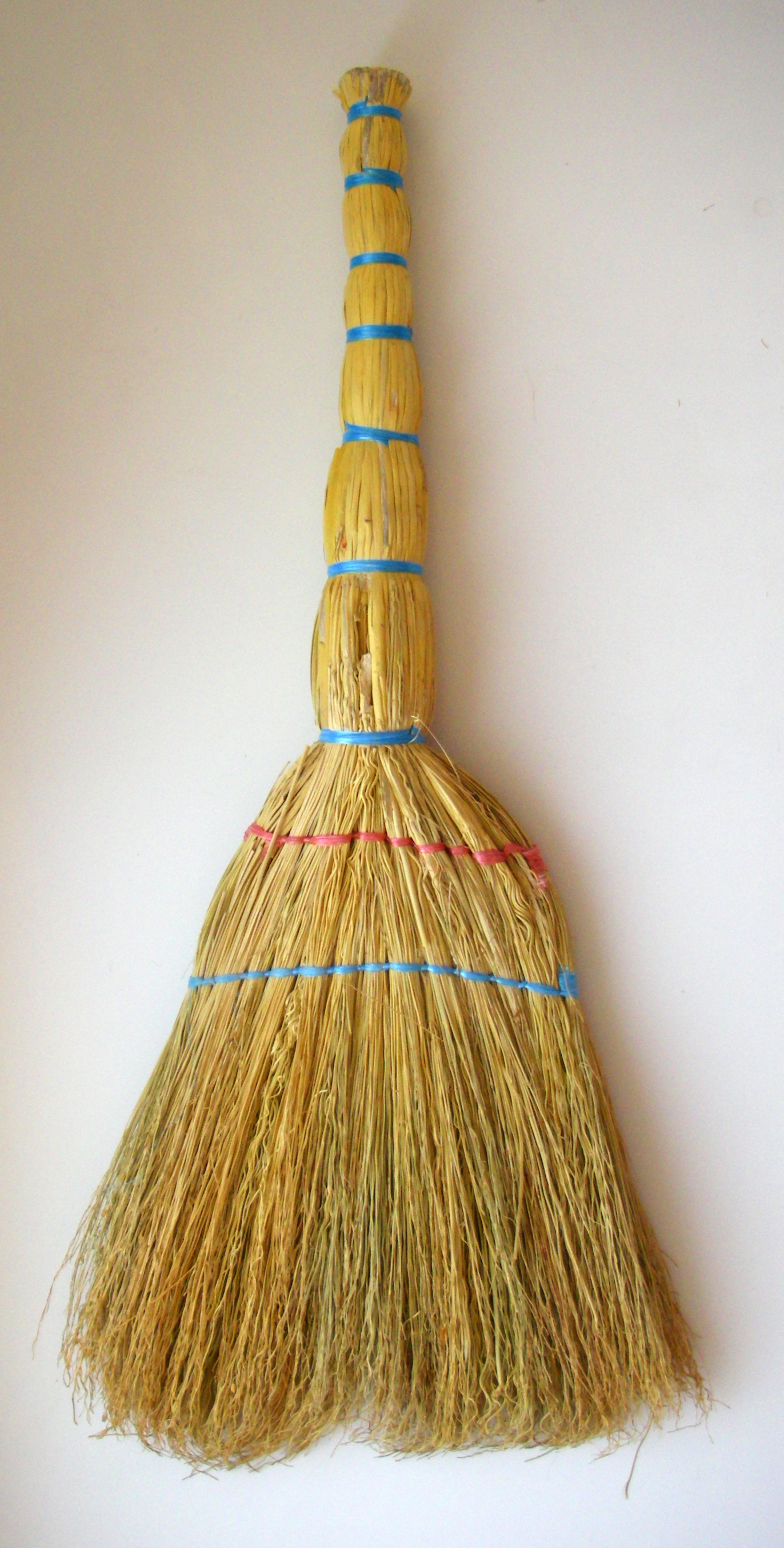
« Il dit, et se transforma en balai (venik) ».

Dès lors, ils se mettent à comploter pour se débarrasser d'Ivan. Le jeune homme suggère à la sœur de simuler une maladie et de prétendre que du lait de louve pourra la guérir, espérant qu'Ivan trouvera la mort dans l'aventure. Parti dans la forêt, Ivan rencontre une louve qu'il s'apprête à tuer, mais sur sa prière il l'épargne et obtient en échange le lait et en outre un louveteau, qui doit le servir. Lorsque le dragon le voit revenir, il recommande à la sœur de lui réclamer du lait d'ourse, et se transforme lui-même en balai pour ne pas être remarqué. Les chiens d'Ivan, pressentant la présence maléfique, se jettent sur le balai pour le déchiqueter, mais Ivan les calme.
Ivan repart donc à la recherche de lait d'ourse, et de la même manière que précédemment, il est amené à épargner une ourse, qui lui donne son lait et lui confie son ourson ; il devra repartir une troisième fois, en quête cette fois de lait de lionne, qu'il rapporte ainsi qu'un lionceau. À son retour, le dragon s'est fait successivement écouvillon, puis pelle à four, et à chaque fois les chiens grondent et s'en prennent à l'objet maléfique.
Dépité de l'échec de ses manœuvres, le dragon décide d'envoyer Ivan dans le trois fois dixième royaume : là-bas se trouve un moulin, enfermé derrière douze portes de fer qui ne s'ouvrent qu'une fois l'an et se referment si vite que personne ne peut en ressortir. Qu'Ivan rapporte donc de la farine de ce moulin !
Le tsarévitch se met donc à nouveau en route, muni de biscuits et escorté de toutes ses bêtes. Il arrive jusqu'au moulin, parvient à franchir les portes de fer et a tout juste le temps de ramasser de la farine avant de repasser les portes ; mais ses bêtes sont restées enfermées derrière. Lorsque le dragon le voit revenir sans sa meute, il juge qu'il va pouvoir le dévorer ; mais Ivan réclame de pouvoir prendre un dernier bain. Le dragon accepte, à condition qu'Ivan prépare le bain lui-même. Tandis qu'Ivan est occupé à la corvée de bois et d'eau, un corbeau s'adresse à lui, lui recommandant de prendre son temps, car les bêtes ont déjà rongé quatre portes. Plus tard, il lui annonce qu'elles sont venues à bout de huit portes. Alors qu'il commence à se laver, un de ses chiens accourt, puis toutes les autres bêtes, qui ont fini par vaincre les douze portes de fer. Elles se jettent sur le dragon et le mettent en pièces, et Ivan disperse ses cendres dans la plaine. Il veut alors couper la tête à sa sœur, mais celle-ci l'implore et Ivan l'enferme dans une tour, avec une botte de foin et deux baquets, l'un plein d'eau, l'autre vide : lorsqu'elle aura mangé tout le foin, bu toute l'eau et rempli le second baquet de ses larmes, elle sera pardonnée.
(Le conte comporte une deuxième séquence, dans laquelle Ivan-tsarévitch part avec sa meute dans un autre royaume, et y délivre une princesse qu'il épouse, avant de revenir libérer sa sœur.)

### Variante 118d / 205: une version littéraire
(Recueillie dans le gouvernement de Koursk. Cette version constitue manifestement une adaptation littéraire, évoquant l'épouse infidèle du prince, ce qui n'est pas habituel pour ce type de conte).
Le conte s'ouvre sur une présentation des personnages : Zmeï Zmeievitch (Dragon fils-de-Dragon), qui s'est transformé en vaillant jeune homme pour séduire la princesse ; celle-ci, d'une grande beauté mais orgueilleuse et arrogante, qui a un faible pour le dragon ; et Ivan, son mari, passionné de chasse, et dont l'équipage comprend non seulement des chiens, mais aussi une grande variété de bêtes qui l'assistent chacune à sa manière : renard, lièvre, autour, faucon.
Le dragon cherche sans succès à faire disparaître Ivan, mais c'est la princesse qui trouve une ruse : elle s'alite et se prétend malade, affirmant à Ivan qu'elle ne guérira que si elle peut se baigner dans du lait de louve. Ivan, parti avec sa meute, rencontre une louve qui le prie d'épargner sa vie : en reconnaissance, elle lui fournit de son lait et un louveteau. La princesse, dépitée de voir que son mari est revenu sain et sauf, semble guérir grâce au lait, mais ne tarde pas à feindre à nouveau la maladie et à exiger du lait d'ourse ; Ivan le lui rapporte, ayant de plus enrichi sa meute d'un ourson. Il doit alors se mettre en quête de lait de lionne, ce qui représente une tâche plus ardue, dont il s'acquitte toutefois, ramenant un lionceau au passage.

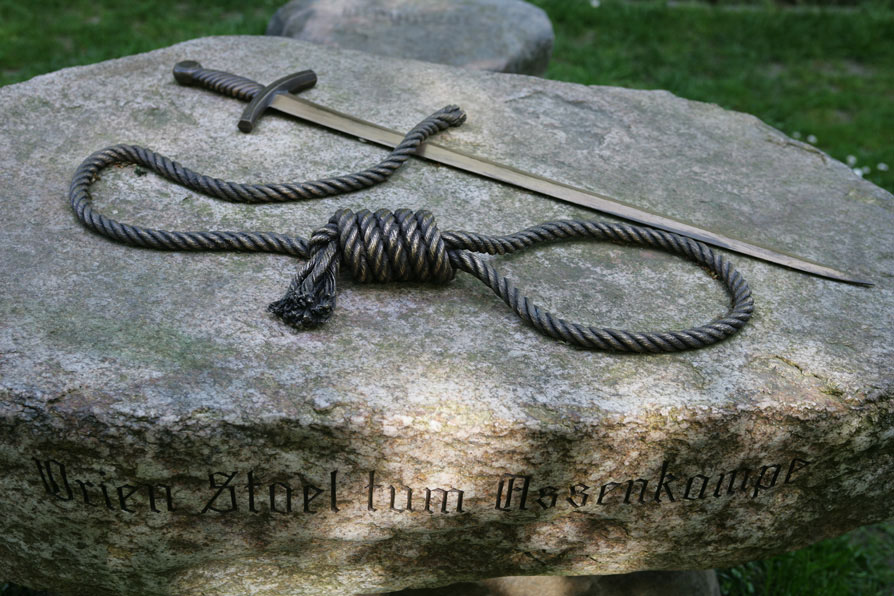
« Voici pour t'accueillir : pour ton cou, un nœud coulant de soie ! »
(La Femeiche d'Erle)

La mauvaise épouse le prie alors de lui rapporter de la poussière magique, qui se trouve « derrière douze portes, derrière douze cadenas, dans les douze coins du moulin diabolique ». Lorsqu'Ivan parvient au moulin, les portes et les cadenas s'ouvrent d'eux-mêmes ; il rassemble de la poussière magique et ressort, mais les portes et les cadenas se referment juste derrière lui, emprisonnant ses animaux, qu'Ivan se voit contraint d'abandonner. Il revient le cœur lourd et retrouve sa femme en pleine santé en compagnie du Dragon, lequel lui présente en guise de cadeau de bienvenue une corde de soie formant nœud coulant.
Ivan lui demande comme dernière faveur de pouvoir lui chanter trois chansons. Après la première chanson, arrive à tire-d'aile un corbeau qui encourage Ivan à continuer à chanter, ses bêtes ayant déjà rongé trois portes. Après la deuxième chanson, le corbeau lui annonce que les bêtes sont en train de ronger la neuvième porte. Le Dragon s'impatiente, mais Ivan obtient de chanter une dernière chanson, encouragé par le corbeau. Puis, passant sa tête dans le nœud coulant, il dit adieu à ses bêtes et au monde ; mais au dernier moment surviennent ses bêtes, qui mettent le Dragon en pièces, tandis que les oiseaux dévorent l'épouse. Ivan restera seul avec sa meute, alors qu'il était digne d'un meilleur destin. La conclusion de l'auteur inconnu est que de ces vaillants gaillards que l'on trouvait autrefois, seuls nous restent les contes.

## Autres variantes

### Variante de Khoudiakov
Ivan Khoudiakov rapporte, dans son Recueil de contes grands-russes (1860) une version intitulée Ivan Tsarevitch et Maria Tsarevna (n° 10), qu'il a notée dans le village de Joltchino (gouvernement de Riazan). Ivan et Maria sont frère et sœur ; Maria, qui fréquente un brigand, veut se débarrasser d'Ivan et, prétendant  être malade, l'envoie à la recherche de lait, successivement d'ourse, de louve, puis de lionne. Chacun de ces animaux lui donne du lait et un de ses petits. Maria et le brigand l'envoient alors rapporter d'un moulin de la poussière, que lui fournit un vieillard ; mais les bêtes restent enfermées dans le moulin. Maria et le brigand décident alors de tuer Ivan en le jetant dans un bain bouillant. Tandis que l'issue fatale approche, un corbeau l'encourage à tenir bon, en lui annonçant que ses bêtes, échappées du moulin, arrivent à la rescousse. Elles mettent le brigand en pièces, et Maria implore le pardon de son frère. Il creuse trois fosses, les remplit de braises, et lui dit qu'elle sera pardonnée lorsqu'elle aura éteint les trois fosses avec les larmes de son repentir.
Ivan se marie. Sa mauvaise sœur dissimule une dent de porc dans le lit conjugal, ce qui provoque la mort d'Ivan. Maria refuse de l'enterrer, et dépose son cercueil en haut d'un poteau. Les bêtes le découvrent et abattent le poteau, l'ours retire la dent de porc du corps d'Ivan, qui ressuscite. La sœur est fusillée, et Ivan peut vivre en paix avec son épouse.

## Référencement
Le conte ressort des rubriques AT 315 (« La Sœur infidèle ») et, selon les variantes, AT 314A (« La fuite magique : le jeune homme changé en cheval »), AT 300 (« Le Tueur de dragon »), AT 519 (« L'Aveugle et le cul-de-jatte ») de la classification Aarne-Thompson.

## Commentaires

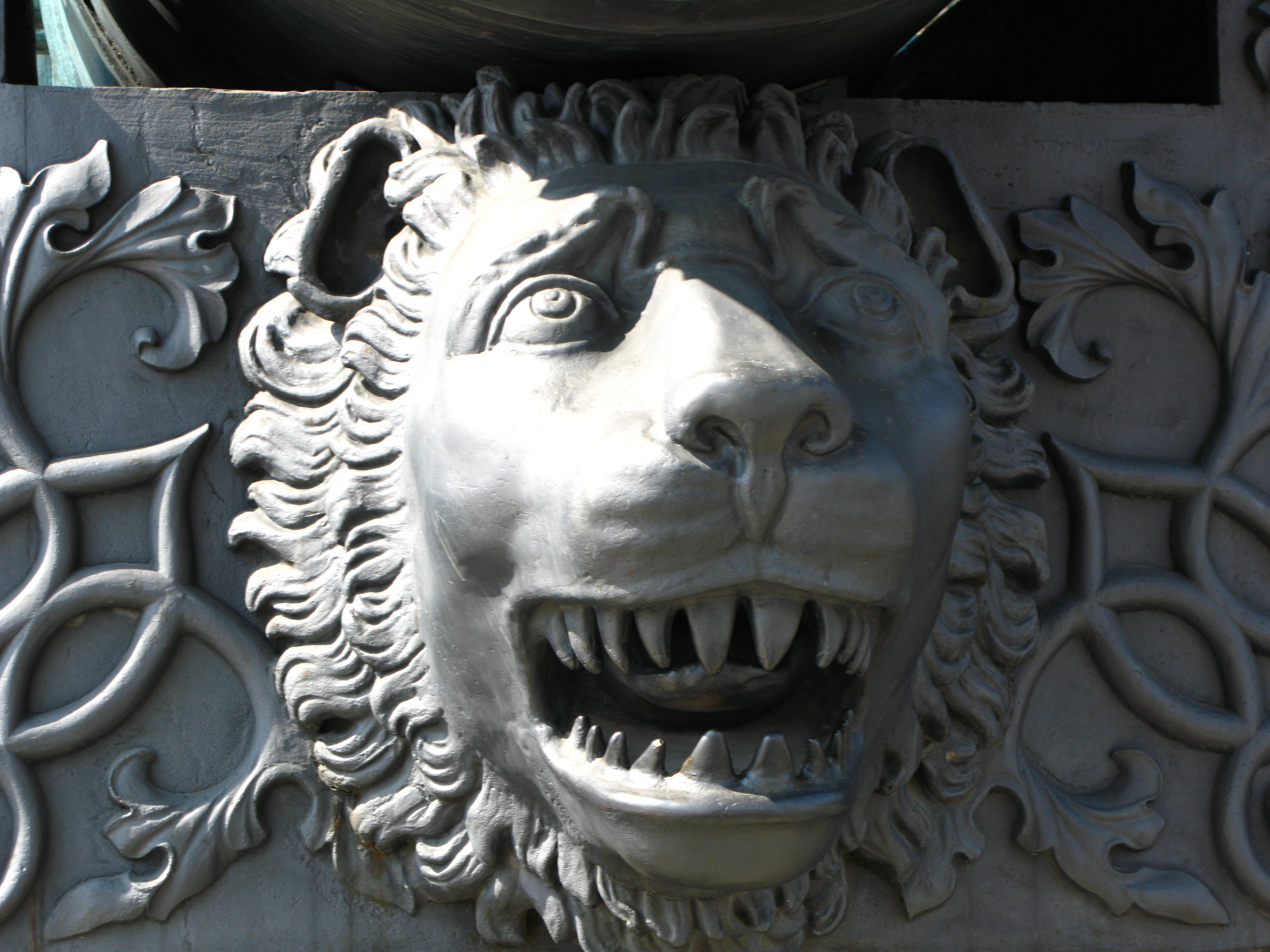
« L'entrée dans le royaume (de l'au-delà) s'effectue par la gueule des animaux ».
(Détail du Tsar Pouchka, à Moscou)

Vladimir Propp étudie le motif des portes qui s'ouvrent rarement et se referment violemment dans Les Racines historiques du conte merveilleux (ch. 8.2.7). Il le rapproche du motif du passage dans l'autre monde au travers de la gueule d'un animal (serpent, dragon...) et mentionne à ce sujet un conte recueilli par Zelenine qui dit : « Ce royaume s'entrouvre de temps en temps ; lorsque le dragon ouvre ses mâchoires, alors les portes s'ouvrent elles aussi ». Il signale la variante de la version 118c / 204 concernant les montagnes qui s'écartent et se referment brutalement, cherchant à écraser celui qui s'est risqué entre elles. Selon lui, lorsqu'au cours de l'évolution des sociétés primitives l'animal commence à perdre de son importance comme source principale de subsistance (passage d'une société de chasseurs-cueilleurs à une société fondée sur l'agriculture), les fonctions mythiques qui lui étaient associées se reportent sur d'autres objets, comme par exemple les montagnes. Il met ce motif en regard d'un mythe des Îles Gilbert, dans lequel, dans certaines circonstances, l'âme du défunt peut être écrasée entre deux pierres. Il remarque aussi que dans divers contes, ce motif aurait évolué vers celui d'animaux (dragons, lions...) gardant l'entrée d'un palais, et que le héros se concilie en leur offrant de la nourriture, ou de l'eau, ce qui constituerait un substitut au franchissement de la gueule animale par le héros lui-même.

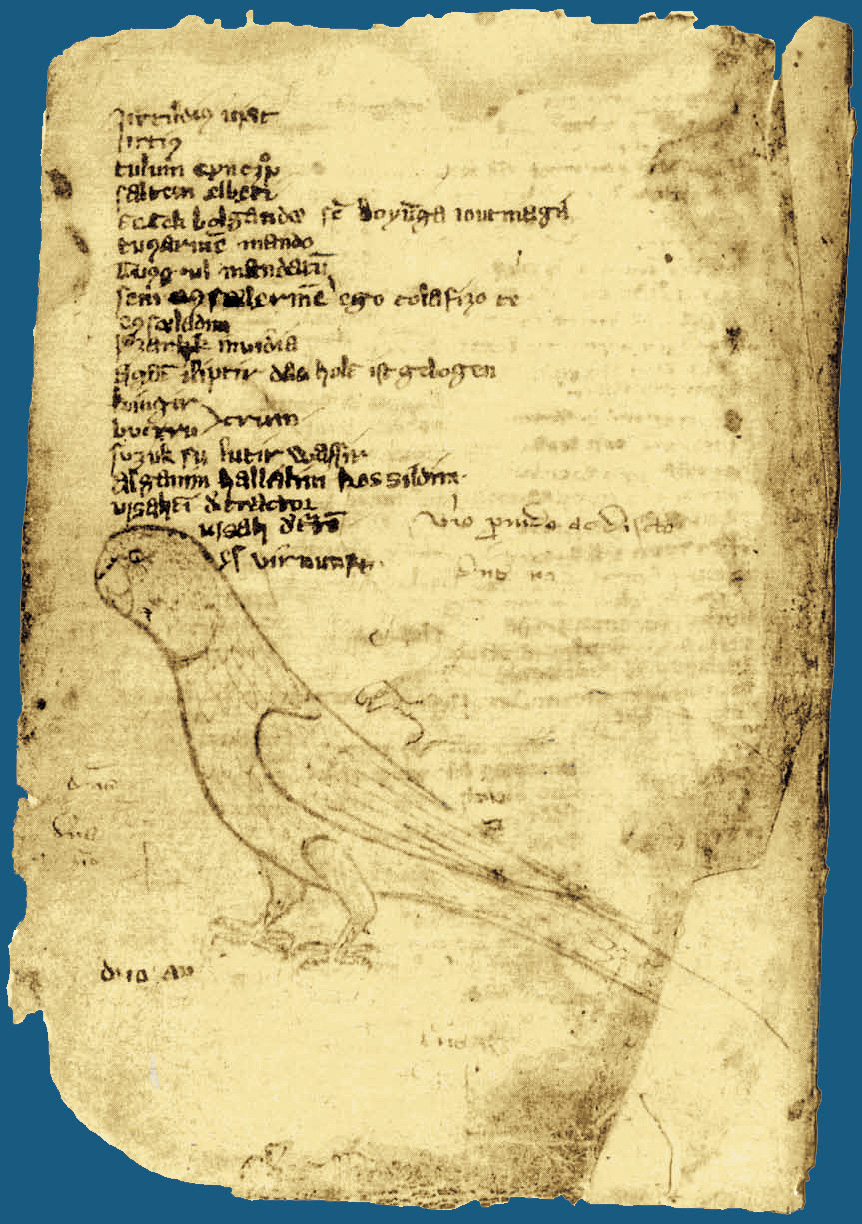
Une page du Codex cumanicus, un manuel linguistique du Moyen Âge destiné à la communication avec les Coumans, ou Polovtses.

Elizabeth Warner mentionne brièvement ce conte dans ses Mythes russes, dans son chapitre sur « Le dragon ». Elle indique que dans les bylines, le dragon est généralement femelle, alors qu'il est en général mâle dans les contes (skazki), ce qui influence ses motivations et ses actes, ainsi que ses relations avec le héros. Elle rappelle que si le dragon est une créature mythologique « impure et démoniaque », habitant d'un autre monde, dans les bylines, il peut symboliser le paganisme, représenté historiquement notamment par les Polovtses, Tatars et Mongols qui ravagèrent la Rus' de Kiev du XIe siècle au XIIIe siècle. Les Polovtses en particulier, considérés comme manquant à leurs serments, sont souvent qualifiés de « serpents » dans les chroniques. Elle note aussi que dans les contes, l'activité caractéristique du dragon consiste à « enlever, réquisitionner ou séduire des femmes, destinées à lui servir de pitance ou à devenir ses maîtresses ». « Prédateur mâle par excellence », il « peut aller jusqu'à corrompre la femme du héros une fois qu'il est marié ». Son personnage comporte par ailleurs plusieurs facettes, selon le type de contes considéré.

## Analogies
- Deux autres contes d'Afanassiev, figurant immédiatement après celui-ci et intitulés La maladie feinte (Притворная болезнь), en sont proches ; toutefois, dans ces contes, c'est la mère d'Ivan qui cherche à faire périr son fils, s'étant amourachée, soit du « Tsar de Feu »[46], soit du « Sire Chauve »[47].
- Dans le conte de Grimm intitulé L'Eau de la vie (Das Wasser des Lebens, KHM 97), les deux orgueilleux frères aînés s'engagent l'un après l'autre dans un défilé qui devient de plus en plus étroit, jusqu'à ce qu'ils s'y retrouvent complètement immobilisés.
- Dans un autre conte de Grimm, Les Deux Frères (Die zwei Brüder, KHM 60), les frères chasseurs sont amenés à épargner successivement un lièvre, un renard, un loup, un ours et un lion ; chaque animal leur donne deux de ses petits. Ces animaux (les « animaux fidèles ») jouent un rôle déterminant dans la suite du récit, qui regroupe un grand nombre de thèmes.